# Hotwheels sisyphus
Hotwheels sisyphus é uma espécie de aranha terrestre chinesa, pertencente à família Gnaphosidae. É a única espécie do gênero Hotwheels.
Foi descrito pela primeira vez por Bo Liu e Feng Zhang, cientistas da Universidade de Hebei, em 2023.
A espécie só foi encontrada na China, em cavernas das províncias de Guizhou, Yunnan e Sichuan. Os machos encontrados medem de 4,86 e 5,44 milímetros, enquanto as fêmeas medem de 5,45 a 5,9 milímetros. Os indivíduos são marrom-amarelados.

## Etimologia
O nome do gênero é derivado de Hot Wheels, uma marca estadunidense de carros de brinquedo. O longo êmbolo enrolado do bulbo palpal deste novo gênero lembrou aos autores uma pista circular de Hot Wheels. 
O epíteto específico é inspirado no personagem Sísifo, rei apresentado na Ilíada, que é punido pelos deuses por enganar a morte. Por isso, os deuses o condenaram a uma eternidade rolando uma pedra colina acima, apenas para que ela rolasse de volta para baixo. A natureza cíclica de sua punição lembrou aos autores o tubo copulatório circular da aranha. 